# Bonifaz
Bonifaz ist ein männlicher Vorname.

## Herkunft und Bedeutung
Der Name ist eine Variante des Namens Bonifatius.

## Bekannte Namensträger

### Einname
- Bonifaz (nach 1245–1263), Graf von Savoyen
- Bonifaz von Ragusa (1504–1582), Franziskaner, Theologe, Bischof, Diplomat

### Vorname
- Bonifaz Locher (1858–1916), deutscher Maler, Freskant und Wandmaler
- Bonifaz Madersbacher (1919–2007), österreichischer Geistlicher, Missionsbischof
- Bonifaz Räss (1848–1928), schweizerischer katholischer Theologe
- Bonifaz Kaspar von Urban (1773–1858), Erzbischof von Bamberg
- Bonifaz Wohlmut (* vor 1510; † 1579), deutscher Steinmetz, Baumeister und Architekt

### Ordensname
- Bonifaz Krug (1838–1909), italienischer Benediktinerabt deutscher Abstammung
- Bonifaz Negele (1607–1678), Benediktiner, Abt des Stiftes Kremsmünster
- Bonifaz Sellinger (1912–2002), österreichischer Benediktiner, von 1966 bis 1988 Abt des Wiener Schottenstiftes
- Bonifaz Vogel (1912–2004), deutscher Benediktinermönch, Abt
- Bonifaz Wimmer (1809–1887), deutscher Mönch und Klostergründer
- Bonifaz Wöhrmüller (1885–1951), deutscher Benediktinermönch, von 1919 bis 1951 Abt der Abtei St. Bonifaz in München
- Bonifaz Zölß (1875–1956), österreichischer Geistlicher und Abt des Benediktinerstiftes Admont in der Steiermark

Zwischenname
- Daniel Bonifaz von Haneberg (1816–1876), deutscher Bischof, Benediktinerabt, Theologe und Orientalist